# Nina Kerola
Nina-Marketta (Nina) Kerola, född 29 juni 1965 i Åbo, är en finsk konstnär. Bosatt i Sverige sedan 1989.
Nina Kerola utbildade sig på Pori School of Fine Arts i Björneborg 1986–1989 och har deltagit projektstudier vid Kungliga Konsthögskolan i Stockholm 1996–1997 och 2012–2013. Fristående kurser vid Konstfack 2011–2013.
Kerolas verk skildrar minnen från hennes barndom i Finland med 
drömsituationer i naturen och utflykter med familjen.